# S&P Global

Ehemaliges Logo bis 2012

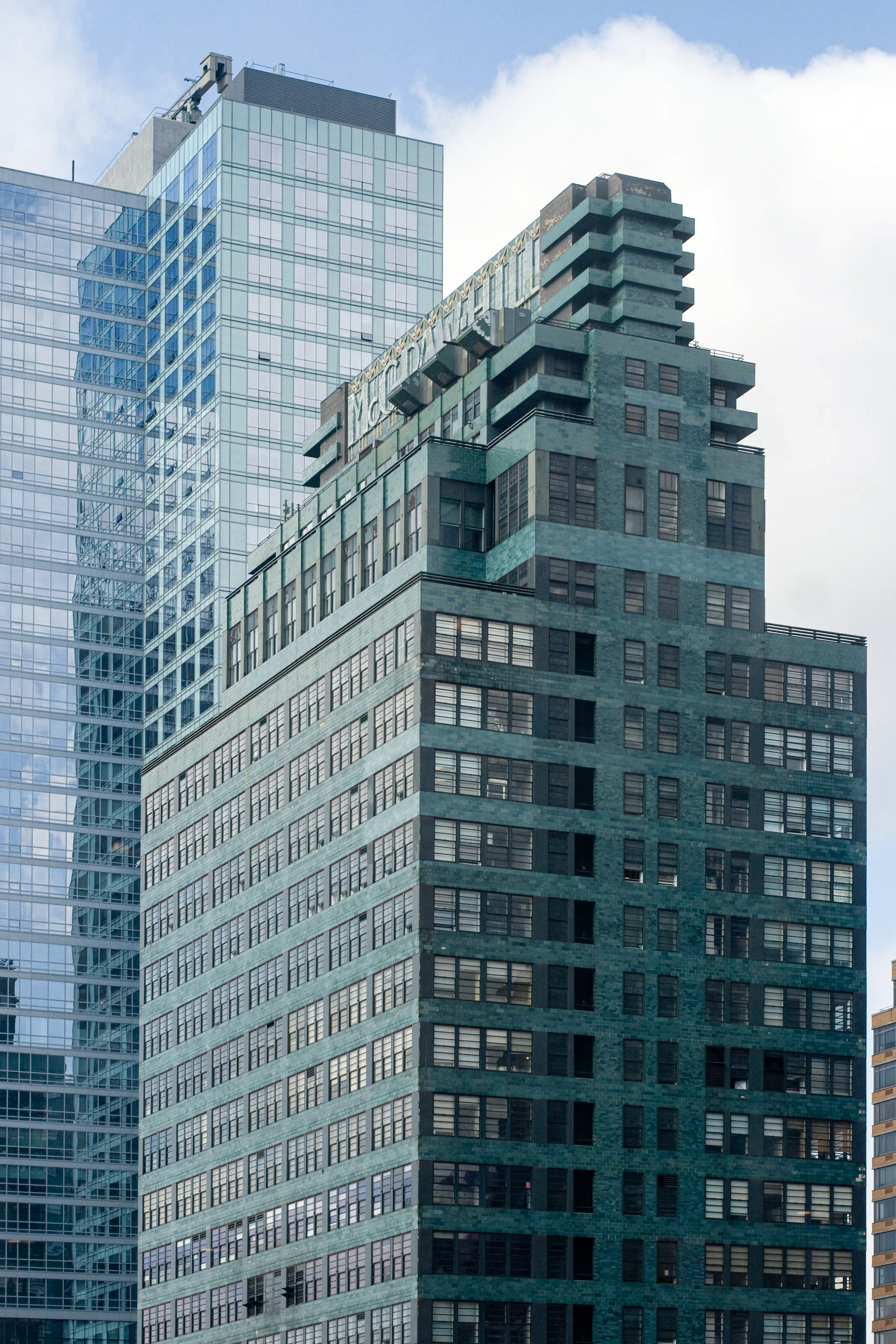
Das McGraw-Hill Building, Hauptsitz von 1931 bis 1972

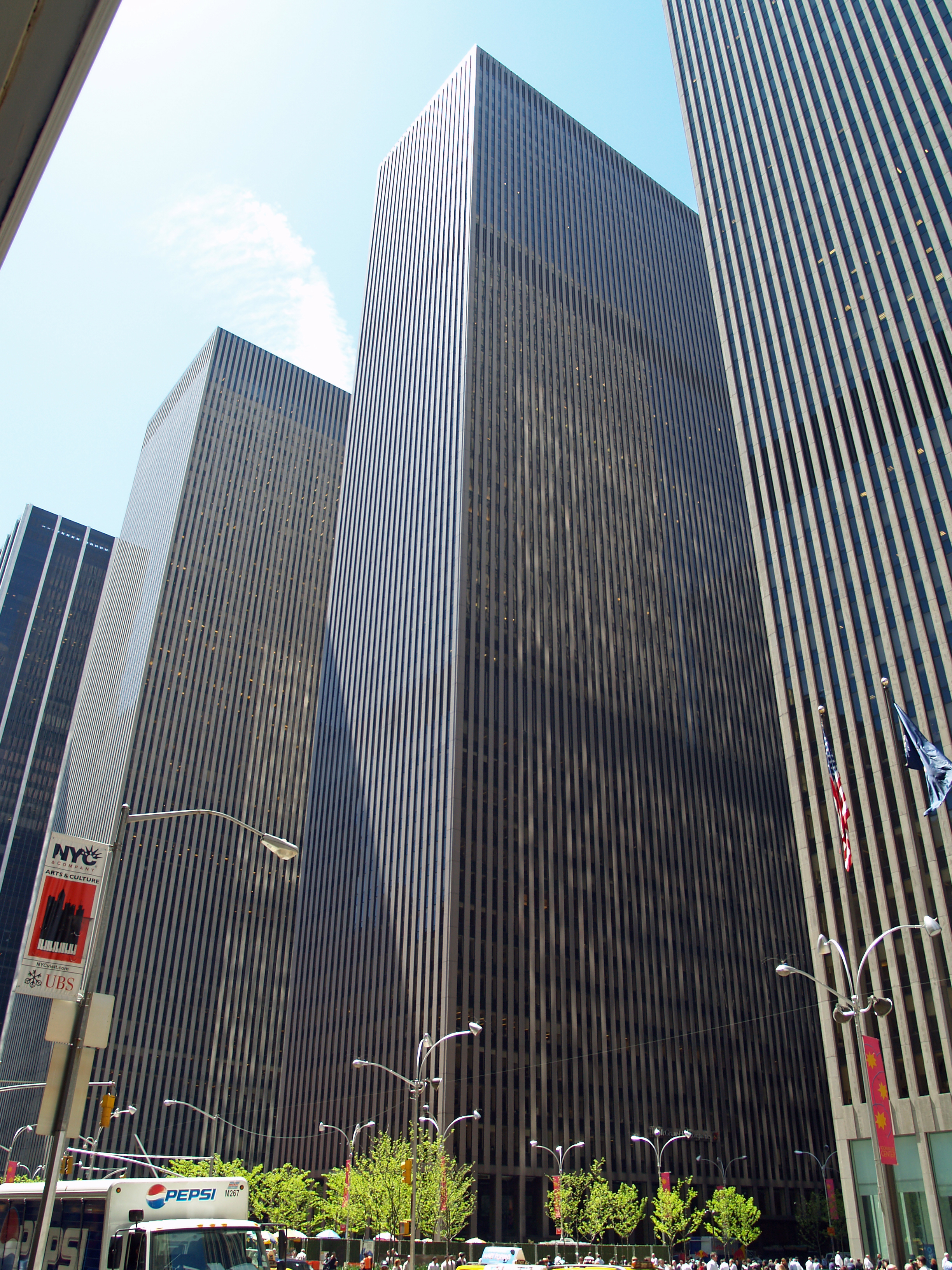
Die ehemalige Konzernzentrale ab 1972, 1221 Avenue of the Americas

S&P Global Inc. (bis April 2016 McGraw Hill Financial, Inc., davor bis 2013 McGraw Hill Companies) ist ein börsennotierter, US-amerikanischer Finanzdienstleistungskonzern
mit Sitz in New York City im Bundesstaat New York. Das Unternehmen beschäftigt ca. 22.500 Angestellte.
Das Leistungsportfolio des Unternehmens umfasst Ratingdienstleistungen (Standard & Poor’s), Preis-Informationsdienste (Platts), Marktdatenbereitstellung und Aktienindizes.
Die Aktie des Unternehmens ist im Aktienindex S&P 500 enthalten, der die 500 (nach Marktkapitalisierung) größten US-amerikanischen Unternehmen abbildet.

## Geschichte
Das Unternehmen entstand 1917 aus der Fusion der Medienunternehmen McGraw und Hill’s Companies. Das Unternehmen wuchs zu einem bedeutenden Medienkonzern heran. 1966 stieg man mit der Übernahme von Standard & Poor’s in die Finanzindustrie ein.
In den 2000ern publizierte das Unternehmen Medien in den Bereichen Bildung, Fernsehen, Finanzen und Wirtschaft. Es gab viele Fach- und Lehrbücher sowie Magazine heraus: insbesondere AviationWeek und BusinessWeek. Im September 2011 teilte die McGraw-Hill Companies mit, dass man eine Aufspaltung des Unternehmens plant. Im Zuge der Aufspaltung sollen zwei eigenständige Unternehmen McGraw-Hill Financial mit der Ratingagentur Standard & Poor’s und McGraw-Hill Education mit dem Verlagshaus entstehen. Im November 2012 wurde schließlich der Geschäftsbereich McGraw-Hill Education für 2,5 Mrd. USD an die Apollo Global Management verkauft.
Im April 2016 gab McGraw-Hill bekannt, dass es J.D. Power and Associates für 1,1 Milliarden Dollar an die Investmentfirma XIO Group verkauft.
Am 3. August 2020 startete S&P Global Platts S&P Global Platts Analytics mit grundlegenden Ölinformationen auf der neu gestalteten S&P Global Platts Developer Platform. Die Platts Developer Platform bietet den Kunden einen schnellen Zugriff auf Produktpreisdatenbanken, Geschäftsstatistiken und Einblicke in das Tempo der Marktveränderungen.

## Geschäftsbereiche
Die Aktivitäten des Unternehmens sind in vier Segmente gegliedert:
- S&P Global Ratings – Bewertung (Rating) der Kreditwürdigkeit von Unternehmen, Gebietskörperschaften, Finanzinstrumenten etc.
- S&P Global Market Intelligence – Marktdatenbereitstellung für verschiedene Anlageklassen. Zu den Tochtergesellschaften und Marken gehören Capital IQ, EViews, Journal of Commerce, Panjiva und Global Insight.
- S&P Global Commodity Insights  – Preis-Informationsdienst für den Energie- und Rohstoffhandel
- S&P Dow Jones Indices – Bereitstellung von Wertpapierindizes für Anlageberater, Vermögensverwalter und institutionelle Investoren
- S&P Global Mobility - Datendienst im Mobilitätssegment

## Präsidenten des Unternehmens
- 1909–1917 John A. Hill
- 1917–1928 James H. McGraw
- 1928–1948 Malcolm Muir
- 1948–1950 James McGraw, Jr.
- 1950–1953 Curtis W. McGraw
- 1953–1968 Donald C. McGraw
- 1968–1974 Shelton Fisher
- 1974–1983 Harold McGraw, Jr.
- 1983–1998 Joseph Dionne
- 1998–2013 Harold W. McGraw III
- 2013–1917 Douglas L. Peterson

## Erwerbungen
In den 1990er Jahren erwarb McGraw-Hill das Unternehmen NTC/Contemporary und formte schrittweise McGraw-Hill/Contemporary. Dieser Geschäftsbereich wurde 2012 mit der McGraw-Hill Education verkauft.